# Mario Montilles
Mario Hermójenes Carvacho Rojas (Talca, 23 de noviembre de 1919-Santiago, 30 de mayo de 2012), más conocido por su nombre artístico Mario Montilles, fue un actor de cine, teatro y televisión chileno.

## Biografía
Integrante del Teatro de Ensayo de la Universidad Católica de Chile. Participó en más de 80 montajes teatrales.
En el cine, participó en Lunes 1°, Domingo 7, de Helvio Soto (1968), Ya no basta con rezar, de Aldo Francia (1972), Días de Campo, de Raúl Ruiz y Cachimba, de Silvio Caiozzi (2004), entre otras.
En televisión, formó parte del elenco de teleseries como Martín Rivas (en dos versiones), Marta a las Ocho, La última cruz, Estúpido Cupido, Sucupira, Iorana y Aquelarre.
Su último trabajo en el séptimo arte lo realizó junto a Nicolás Acuña en la cinta Bahía azul, protagonizada por María Izquierdo y Antonio Campos, estrenada en 2012.

## Filmografía

### Cine
- Lunes 1°, domingo 7 (1968)
- Los testigos (1969)
- Voto más fusil (1971)
- État de siège (1972)
- Operación Alfa (1972)
- Ya no basta con rezar (1972)
- La niña en la palomera (1991)
- Sin miedo a la muerte (1997)
- El desquite (1999) - doctor
- Días de campo (2004) - Federico Gana
- Cachimba (2004) - don Fermín
- El último texto (2009)
- Bahía Azul (2012) - abuelo Póstumo

## Televisión
| Año  | Título              | Papel              | Notas            |
| ---- | ------------------- | ------------------ | ---------------- |
| 1970 | El padre Gallo      | Leonardo           | Elenco principal |
| 1976 | Sol tardío          | Camilo             | Elenco principal |
| 1981 | La madrastra        | Alcaide            | ¿? episodios     |
| 1981 | Villa Los Aromos    | Juvenal Del Campo  | Elenco principal |
| 1982 | Celos               | Mago Oronzo        | ¿? episodios     |
| 1983 | La represa          | Lorca              | ¿? episodios     |
| 1984 | Los títeres         | Ulises Ugarte      | ¿? episodios     |
| 1984 | Andrea              | Francisco          | ¿? episodios     |
| 1985 | Marta a las ocho    | Ramón Prado        | Elenco principal |
| 1985 | Morir de amor       | Pablo Benítez      | Elenco principal |
| 1987 | La última cruz      | Aparicio Zazar     | ¿? episodios     |
| 1988 | Vivir así           | Florencio Martínez | Elenco principal |
| 1990 | El milagro de vivir | Alberto Hernández  | Elenco principal |
| 1992 | Trampas y caretas   | Bartolomé Mackenna | Elenco principal |
| 1993 | Ámame               | Horacio Flores     | Elenco principal |
| 1995 | Estúpido cupido     | Raimundo Campino   | Elenco principal |
| 1995 | Juegos de fuego     | José               | ¿? episodios     |
| 1996 | Sucupira            | Damián Plaza       | Elenco principal |
| 1998 | Iorana              | Abelardo Pulgar    | 1 episodio       |
| 1999 | Aquelarre           | Artemio Ibarra     | Elenco principal |
| 2001 | Pampa Ilusión       | Eugenio Uribe      | 1 episodio       |
| 2003 | Puertas adentro     | Médico             | 1 episodio       |

| Año  | Título                               | Papel                    | Notas |
| ---- | ------------------------------------ | ------------------------ | ----- |
| 1968 | El loco Estero                       | Eleodoro                 |       |
| 1968 | Incomunicados                        | Evando                   |       |
| 1969 | La señora                            | Constantino              |       |
| 1970 | Cuarteto para instrumentos de muerte | —                        |       |
| 1970 | Martín Rivas                         | Dámaso Encina            |       |
| 1971 | La amortajada                        | Fernando                 |       |
| 1972 | La sal del desierto                  | Adolfo                   |       |
| 1975 | La pérgola de la flores              | Rufino                   |       |
| 1979 | Martín Rivas                         | Dámaso Encina            |       |
| 1982 | Una familia feliz                    | Pedro Silva              |       |
| 1982 | La señora                            | Lucas                    |       |
| 1986 | La Quintrala                         | Juan García de la Huerta |       |
| 1990 | Crónica de un hombre santo           | Asesor #1                |       |
| 1991 | Las cosas de cada día                |                          |       |
| 1996 | La Buhardilla                        | Sacerdote                |       |
| 2008 | Litoral                              | Telégrafo                |       |